# Curtis Salgado
Curtis Salgado (n. 4 februarie 1954, Everett, Washington) este un cantautor de muzică blues, R&B și soul din Portland, Oregon.
Cântă la muzicuță dar și ca vocalist în propria sa trupă.
1. ↑  Czech National Authority Database, accesat în 29 ianuarie 2023
2. ↑  Czech National Authority Database, accesat în 1 martie 2022